# Milano Porta Genova
Milano Porta Genova (włoski: Stazione di Milano Porta Genova) – stacja kolejowa w Mediolanie, w regionie Lombardia, we Włoszech. Stacja posiada 3 perony.
Stacja została otwarta w 1870 roku pod nazwą Milano Porta Ticinese, jako przystanek kolejowy na linii z Mortara, który w tym czasie przechodziłą przez stary centralny dworzec kolejowy na zachód od centrum.
Porta Genova została otwarta tylko do obsługi nowego dworca kolejowego.
W 1931 roku miała miejsce przebudowa węzła kolejowego w Mediolanie, stacja stała końcem linii z Mortara.
Od 1983 roku stacja jest również obsługiwana przez linię metra M2 (zielona).